# Нинлан-Ийский автономный уезд
Нинлан-Ийский автономный уезд (кит. упр. 宁蒗彝族自治县, пиньинь Nínglàng Yízú zìzhìxiàn) — автономный уезд городского округа Лицзян провинции Юньнань (КНР).

## География
На границе автономного уезда расположено озеро Лугуху.

## История
После образования Китайской Республики эти места находились в составе уезда Юнбэй. В 1932 году из состава уезда была выделена Нинланская временная управа (宁蒗设治局), перешедшая в прямое подчинение властям провинции.
После вхождения провинции Юньнань в состав КНР в 1950 году был образован Специальный район Лицзян (丽江专区), и эти места вошли в его состав: в южной части было образовано Сяоляншань-Ийское управление (小凉山彝族办事处), а северная стала уездом Нинлан (宁蒗县).
В 1956 году Сяоляншань-Ийское управление было объединено с уездом Нинлан в Нинлан-Ийский автономный уезд..
В 1970 году Специальный район Лицзян был переименован в Округ Лицзян (丽江地区).
Постановлением Госсовета КНР от 26 декабря 2002 года округ Лицзян был преобразован в городской округ.
В 2012 году волость Байша была преобразована в посёлок.

## Административное деление
Автономный уезд делится на 1 посёлок, 13 волостей и 1 национальную волость.

## Экономика
В уезде активно развивается солнечная энергетика, крупнейшим инвестором в солнечные электростанции является Yunnan Energy Investment Co. — дочерняя структура государственной группы China Three Gorges Corporation.